# Churchill (rivier in Atlantisch Canada)
De Churchill is een 373 km lange rivier in de Canadese provincie Newfoundland en Labrador die het schiereiland Labrador doorkruist. Inclusief zijn bovenloop de Ashuanipi is hij met een lengte van 856 km de langste rivier van Atlantisch Canada.

## Verloop

### Bovenloop
De rivier de Ashuanipi wordt beschouwd als de bovenloop van de Churchill. De Ashuanipi vindt zijn oorsprong op 529 meter hoogte in Ashuanipi Lake, een groot meer in het uiterste zuidwesten van de regio Labrador, nabij de grens met Quebec. De rivier stroomt zo'n 65 km onafgebroken in noordelijke richting waarna hij uitmondt in de Menihek Lakes. De Menihek Lakes zijn de facto één groot stuwmeer in de Ashuanipivallei met een lengte van zo'n 100 km langs de noord-zuidas en een breedte van vrijwel nergens meer dan 3 km.
In het noorden, bij de Waterkrachtcentrale Menihek en bijhorende dam, verlaat de Ashuanipi het stuwmeer om achtereenvolgens in een S-boog doorheen drie grote natuurlijke meren te stromen, met name Marble Lake, Astray Lake en Petitsikapau Lake. Daarna stroomt hij nog zo'n 100 km in zuidoostelijke richting om uiteindelijk uit te monden in de noordelijke gedeelte van het enorme Smallwood Reservoir.

### Benedenloop
De benedenloop van de Churchill verlaat het Smallwood Reservoir via een zuidoostelijke uitloper (het vroegere Jacopie Lake) op ruim 80 km ten zuidoosten van de monding van de Ashuanipi in datzelfde stuwmeer. De eerste tientallen kilometers van de benedenloop kennen sinds de aanleg van het stuwmeer in de jaren 1960 slechts een fractie van het water dat er oorspronkelijk doorheen stroomde. De eens gigantische Churchill Falls zijn sindsdien slechts een stroompje dat van een klif naar beneden klatert.
Na zo'n 35 km bereikt de rivier de Waterkrachtcentrale Churchill Falls en de gelijknamige plaats, alwaar het Smallwood Reservoir afwatert in de oorspronkelijke rivierbedding en de Churchill opnieuw een grote rivier wordt. De rivier stroomt daarna 240 km naar het oostzuidoosten met grote zijrivieren die erin uitmonden zoals de Minipi. Daarna draait de rivier geleidelijk aan naar het noordoosten toe, een richting die hij meer dan 100 km aanhoudt tot aan de monding. 
Zo'n 325 km nadat de Churchill het Smallwood Reservoir verlaten heeft, arriveert hij aan Muskrat Falls waar anno 2020 de Waterkrachtcentrale Muskrat Falls in aanbouw is. 30 km verder ligt Happy Valley-Goose Bay, de grootste gemeente van de regio Labrador. De monding van de Churchill in Lake Melville, een enorm estuarium van de Atlantische Oceaan, ligt 15 km verderop. De rivier is daar ruim anderhalve kilometer breed.